# Nervus thoracicus lateralis
Der Nervus thoracicus lateralis (lat. seitlicher Brustkorbnerv) ist ein paariger motorischer Nerv des Plexus brachialis bei vierfüßigen Säugetieren. Seine Ursprungskerne liegen im letzten Hals- (C8) und im ersten Brustsegment (Th1) des Rückenmarks. Der Nerv läuft medial über den Musculus teres major und zieht am unteren Rand des Musculus latissimus dorsi zum Musculus cutaneus trunci, den er innerviert. Der Nerv ist efferenter Schenkel für den Pannikulusreflex.